# Batalla de Peralta
La batalla de Peralta fue un compromiso menor cerca del final de la campaña de Nuevo México de 1862 del general confederado Henry Hopkins Sibley.

## Batalla
Retirándose después de la Batalla del Paso de Glorieta, las tropas confederadas del 5.º Voluntarios Montados de Texas bajo el mando del coronel Thomas Green acamparon en la ciudad de Peralta, Territorio de Nuevo México y planearon cruzar una serie de canales de irrigación al día siguiente. El resto del ejército confederado estaba acampado al otro lado del Río Grande en el pueblo de Los Lunas.
El 14 de abril, las fuerzas del Ejército de la Unión que lo perseguían bajo el mando del coronel Edward Canby alcanzaron a Green. Al amanecer, la caballería de la Unión atacó y capturó el tren de carromatos confederados, matando y capturando al guardia. Los confederados utilizaron las casas bajas de adobe del pueblo como fortificaciones naturales. Canby capturó un tren de suministros confederados que se acercaba a Peralta, y luego envió a John Chivington y Gabriel R. Paul a rodear a los confederados para evitar que las fuerzas llegaran a Green. Los muros de adobe y las acequias de irrigación que rodeaban la ciudad eran más fuertes de lo que Canby estaba dispuesto a arriesgarse. Al enterarse de la lucha, Sibley condujo al cuarto y séptimo rifles montados de Texas a través del río. Los ejércitos rivales se batieron unos a otros en un duelo de artillería, hasta que se desató una tormenta de polvo que permitió a los confederados retirarse a la orilla occidental del Río Grande, dejando atrás una ciudad que había quedado reducida a escombros.
Los confederados llegaron a Los Lunas a las 4 a. m., donde descansaron unas horas antes de continuar su retirada. Canby siguió con el ejército de la Unión, hostigando a la columna confederada con caballería.
- Datos: Q2480286